# N'Ban La
N'Ban La est un dirigeant politique et militaire kachin au Myanmar. Président de l'Organisation de l'indépendance de Kachin (en) (KIO) et haut commandant de l'Armée pour l'indépendance kachin (KIA), il a été vice-président de la KIO, et le président du Conseil fédéral des nationalités unies (en) (UNFC),.

## Biographie

### Carrière
En 2001, N'Ban La a aidé à évincer le président du KIO Mali Zup Zau Mai en faveur de Lamung Tu Jai. 
En tant que chef d'état-major de la KIO, N'Ban La a démis de ses fonctions plusieurs officiers supérieurs le 7 janvier 2004, ils avaient l'intention de le destituer et de le remplacer par Lasang Aung Wah. 
En 2011, il devient un des commandants de Armée pour l'indépendance kachin lors du 2éme conflit Kachin (en). 
N'Ban La est devenu vice-président de la KIO en 2016.
En janvier 2018, N'Ban La a été choisi pour devenir président du KIO lors de la 17e réunion du comité central du groupe.
Le 2 janvier 2023, il démissionne de son poste en raison de problèmes de santé. Htang Gam Shawng (en), ancien commandant en chef de la KIA et chef d'état-major de la KIO, lui succède.